# Bhawani Mandi
Bhawani Mandi (Hindi भवानीमंडी) ist eine Stadt mit etwa 50.000 Einwohnern im Distrikt Jhalawar im indischen Bundesstaat Rajasthan. Die Stadt verfügt über eine wichtige Bahnstation.

## Lage und Klima
Bhawani Mandi liegt im südöstlichen Zipfel Rajasthans unmittelbar an der Grenze zum Bundesstaat Madhya Pradesh in einer Höhe von ca. 420 m. Die Millionenstadt Kota befindet sich ca. 115 km nördlich. Das Klima ist gemäßigt bis warm; Regen (ca. 810 mm/Jahr) fällt beinahe nur in den sommerlichen Monsunmonaten.

## Bevölkerung
| Jahr      | 1991   | 2001   | 2011   |
| Einwohner | 29.740 | 35.695 | 42.283 |

Knapp 73,5 % der Einwohner der Stadt sind Hindus und ca. 21,5 % sind Moslems; der Rest entfällt auf Jains, Christen, Sikhs und Buddhisten. Der männliche Bevölkerungsanteil ist ca. 7 % höher als der weibliche. Ca. 20 % der Bevölkerung sind Analphabeten. Die meisten Einwohner sprechen Rajasthani oder Hindi als Muttersprache, aber auch Englisch wird verstanden.

## Wirtschaft
Bhawani Mandi ist das merkantile, handwerkliche und administrative Zentrum einer in hohem Maße landwirtschaftlich orientierten Region, in der mehrere Orangenbaumplantagen existieren. Da die Stadt über einen wichtigen Bahnhof an der Strecke Delhi – Mumbai verfügt, haben sich auch kleinere Industrie- und Dienstleistungsbetriebe hier angesiedelt.

## Geschichte
Die an einer wichtigen Eisenbahnverbindung gelegene Stadt wurde im Jahr 1911 durch Bhawani Singh, den damaligen Herrscher des Fürstenstaats Jhalawar, gegründet.

## Sehenswürdigkeiten
Die vergleichsweise junge Stadt hat keine historisch oder kulturell bedeutsame Sehenswürdigkeiten.